# Hampus Holmgren
Hampus Holmgren, född 14 november 1995 i Vasa, är en finländsk fotbollsspelare som spelar för Vaasan Palloseura.

## Karriär
Holmgren debuterade för Vasa IFK i Tvåan den 18 maj 2011. Totalt spelade han 26 ligamatcher för klubben.
I mars 2013 värvades Holmgren av Åtvidabergs FF, där han skrev på ett fyraårskontrakt. Holmgren gjorde allsvensk debut den 1 augusti 2015 i en 2–2-match mot Malmö FF. I november 2016 förlängde Holmgren sitt kontrakt med två år.
I januari 2018 värvades Holmgren av norska Levanger FK.
I Mars 2019 värvades Holmgren av finska VPS.